# NASCAR Winston Cup 1995
De NASCAR Winston Cup 1995 was het 47e seizoen van het belangrijkste NASCAR kampioenschap dat in de Verenigde Staten gehouden wordt. Het seizoen startte op 19 februari met de Daytona 500 en eindigde op 12 november met de NAPA 500. Jeff Gordon won de titel voor de eerste keer in zijn carrière. De trofee rookie of the year werd gewonnen door Ricky Craven.

## Races
Top drie resultaten, exhibitie- en kwalificatiewedstrijden staan niet vermeld.
| '  | Datum  | Race                       | Circuit                         | Winnaar         | Tweede               | Derde           |
| 1  | 19-feb | Daytona 500                | Daytona International Speedway  | Sterling Marlin | Dale Earnhardt       | Mark Martin     |
| 2  | 26-feb | Goodwrench 500             | North Carolina Speedway         | Jeff Gordon     | Bobby Labonte        | Dale Earnhardt  |
| 3  | 5-mrt  | Pontiac Excitement 400     | Richmond International Raceway  | Terry Labonte   | Dale Earnhardt       | Rusty Wallace   |
| 4  | 12-mrt | Purolator 500              | Atlanta Motor Speedway          | Jeff Gordon     | Bobby Labonte        | Terry Labonte   |
| 5  | 26-mrt | TranSouth Financial 400    | Darlington Raceway              | Sterling Marlin | Dale Earnhardt       | Ted Musgrave    |
| 6  | 2-apr  | Food City 500              | Bristol Motor Speedway          | Jeff Gordon     | Rusty Wallace        | Darrell Waltrip |
| 7  | 9-apr  | First Union 400            | North Wilkesboro Speedway       | Dale Earnhardt  | Jeff Gordon          | Mark Martin     |
| 8  | 23-apr | Hanes 500                  | Martinsville Speedway           | Rusty Wallace   | Ted Musgrave         | Jeff Gordon     |
| 9  | 30-apr | Winston Select 500         | Talladega Superspeedway         | Mark Martin     | Jeff Gordon          | Morgan Shepherd |
| 10 | 7-mei  | Save Mart Supermarkets 300 | Infineon Raceway                | Dale Earnhardt  | Mark Martin          | Jeff Gordon     |
| 11 | 28-mei | Coca-Cola 600              | Charlotte Motor Speedway        | Bobby Labonte   | Terry Labonte        | Michael Waltrip |
| 12 | 4-jun  | Miller Genuine Draft 500   | Dover International Speedway    | Kyle Petty      | Bobby Labonte        | Ted Musgrave    |
| 13 | 11-jun | UAW-GM Teamwork 500        | Pocono Raceway                  | Terry Labonte   | Ted Musgrave         | Ken Schrader    |
| 14 | 18-jun | Miller Genuine Draft 400   | Michigan International Speedway | Bobby Labonte   | Jeff Gordon          | Rusty Wallace   |
| 15 | 1-jul  | Pepsi 400                  | Daytona International Speedway  | Jeff Gordon     | Sterling Marlin      | Dale Earnhardt  |
| 16 | 9-jul  | Slick 50 300               | New Hampshire Motor Speedway    | Jeff Gordon     | Morgan Shepherd      | Mark Martin     |
| 17 | 16-jul | Miller Genuine Draft 500   | Pocono Raceway                  | Dale Jarrett    | Jeff Gordon          | Ricky Rudd      |
| 18 | 23-jul | DieHard 500                | Talladega Superspeedway         | Sterling Marlin | Dale Jarrett         | Dale Earnhardt  |
| 19 | 5-aug  | Brickyard 400              | Indianapolis Motor Speedway     | Dale Earnhardt  | Rusty Wallace        | Dale Jarrett    |
| 20 | 13-aug | The Bud At The Glen        | Watkins Glen International      | Mark Martin     | Wally Dallenbach Jr. | Jeff Gordon     |
| 21 | 20-aug | GM Goodwrench Dealer 400   | Michigan International Speedway | Bobby Labonte   | Terry Labonte        | Jeff Gordon     |
| 22 | 26-aug | Goody's 500                | Bristol Motor Speedway          | Terry Labonte   | Dale Earnhardt       | Dale Jarrett    |
| 23 | 3-sep  | Mountain Dew Southern 500  | Darlington Raceway              | Jeff Gordon     | Dale Earnhardt       | Rusty Wallace   |
| 24 | 9-sep  | Miller Genuine Draft 400   | Richmond International Raceway  | Rusty Wallace   | Terry Labonte        | Dale Earnhardt  |
| 25 | 17-sep | MBNA 500                   | Dover International Speedway    | Jeff Gordon     | Bobby Hamilton       | Rusty Wallace   |
| 26 | 24-sep | Goody's 500                | Martinsville Speedway           | Dale Earnhardt  | Terry Labonte        | Rusty Wallace   |
| 27 | 1-okt  | Tyson Holly Farms 400      | North Wilkesboro Speedway       | Mark Martin     | Rusty Wallace        | Jeff Gordon     |
| 28 | 8-okt  | UAW-GM Quality 500         | Charlotte Motor Speedway        | Mark Martin     | Dale Earnhardt       | Terry Labonte   |
| 29 | 22-okt | AC Delco 400               | North Carolina Speedway         | Ward Burton     | Rusty Wallace        | Mark Martin     |
| 30 | 29-okt | Dura Lube 500              | Phoenix International Raceway   | Ricky Rudd      | Derrike Cope         | Dale Earnhardt  |
| 31 | 12-nov | NAPA 500                   | Atlanta Motor Speedway          | Dale Earnhardt  | Sterling Marlin      | Rusty Wallace   |

## Eindstand - Top 10
| 1  | Jeff Gordon     | 4614 |
| 2  | Dale Earnhardt  | 4580 |
| 3  | Sterling Marlin | 4361 |
| 4  | Mark Martin     | 4320 |
| 5  | Rusty Wallace   | 4240 |
| 6  | Terry Labonte   | 4146 |
| 7  | Ted Musgrave    | 3949 |
| 8  | Bill Elliott    | 3746 |
| 9  | Ricky Rudd      | 3734 |
| 10 | Bobby Labonte   | 3718 |